# ادور

ادور (به انگلیسی: Addur) یک روستا در هند است که در کارناتاکا واقع شده‌است.

## خصوصیات
ادور ۵٬۱۳۲ نفر جمعیت دارد.